# Enciclopédia da Iugoslávia
A Enciclopédia da Iugoslávia (português brasileiro) ou Jugoslávia (português europeu) (em servo-croata:  Enciklopedija Jugoslavije) foi a enciclopédia nacional da República Socialista Federativa da Iugoslávia. Foi publicada pelo Instituto Lexicográfico Iugoslavo sob a direção de Miroslav Krleža, e é de valor para qualquer pessoa interessada na história e cultura da Iugoslávia e nos seus Estados sucessores.

## Volumes

### Primeira edição

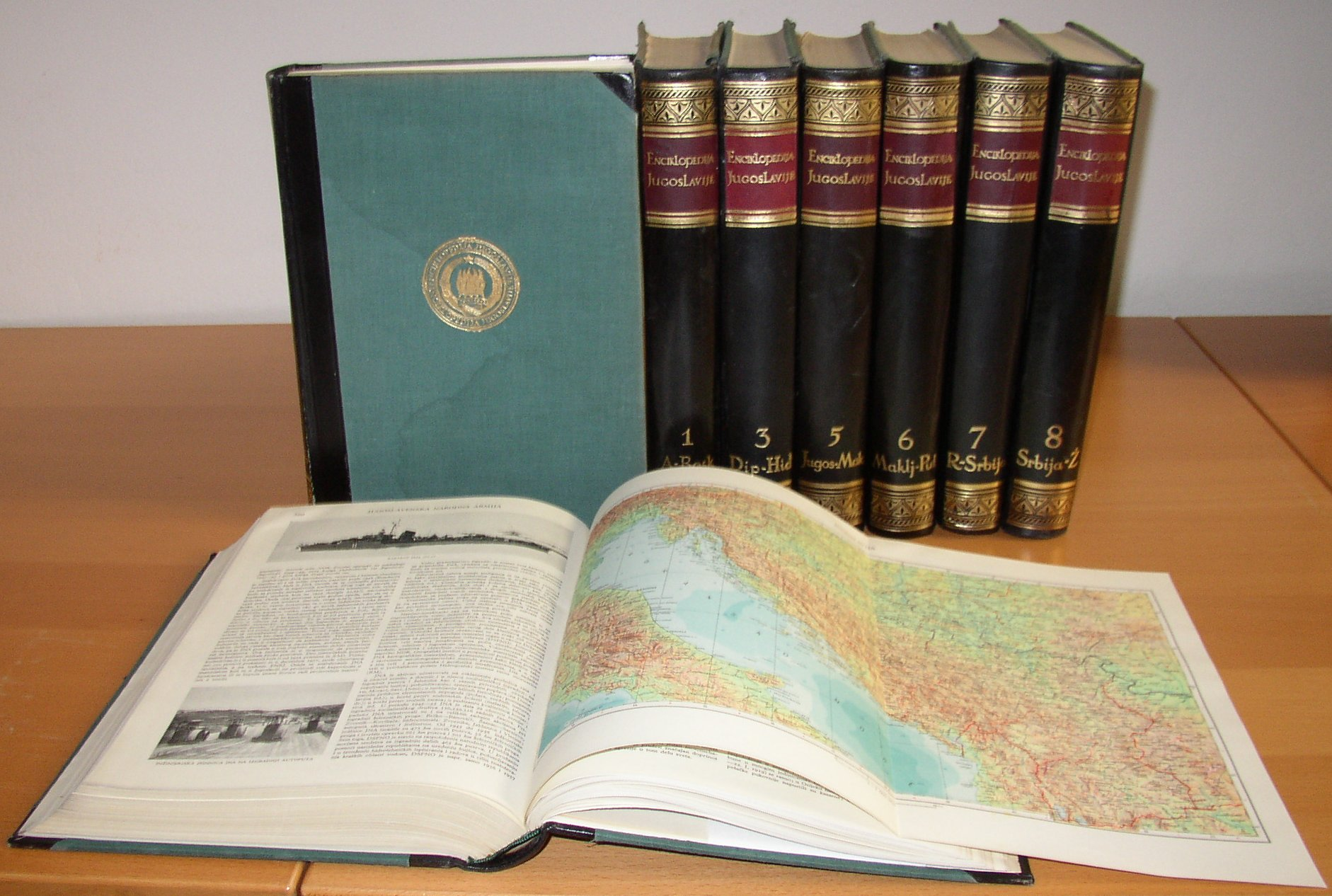
Enciklopedija Jugoslavije, 1ª edição.

A primeira edição é constituída por 8 volumes, publicados de 1955 até 1971. Ela foi impressa com 30 000 exemplares.
|   | Verbetes  | Ano de publicação | Número de páginas |
| - | --------- | ----------------- | ----------------- |
| 1 | A-Bosk    | 1955              | 708               |
| 2 | Bosna-Dio | 1956              | 716               |
| 3 | Dip-Hiđ   | 1958              | 686               |
| 4 | Hil-Jugos | 1960              | 651               |
| 5 | Jugos-Mak | 1962              | 690               |
| 6 | Maklj-Put | 1965              | 562               |
| 7 | R-Srbija  | 1968              | 688               |
| 8 | Srbija-Ž  | 1971              | 654               |

### Segunda edição
O trabalho da segunda edição começou em 1980, mas não foi concluído devido à Guerra Civil Iugoslava. Apenas 6 dos 12 volumes previstos apareceram.
|   | Verbetes | Ano de publicação | Número de páginas |
| - | -------- | ----------------- | ----------------- |
| 1 | A-Biz    | 1980              | 767               |
| 2 | Bje-Crn  | 1982              | 776               |
| 3 | Crn-Đ    | 1984              | 750               |
| 4 | E-Hrv    | 1986              | 748               |
| 5 | Hrv-Janj | 1988              | 776               |
| 6 | Jap-Kat  | 1990              | 731               |

A principal edição em língua croata foi traduzida para cinco combinações adicionais do alfabeto do idioma:
| Idioma / Alfabeto       | Primeiro volume publicado em | Volumes publicado |
| ----------------------- | ---------------------------- | ----------------- |
| Servo-croata / Cirílico | 1983                         | 2                 |
| Esloveno                | 1983                         | 4                 |
| Macedônio               | 1983                         | 2                 |
| Albanês                 | 1984                         | 2                 |
| Húngaro                 | 1985                         | 1                 |

As variantes da obra em macedônio e albanês foram as primeiras enciclopédias publicadas nas respectivas línguas.